# Шикачик чорнолобий
Шика́чик чорнолобий (Coracina papuensis) — вид горобцеподібних птахів родини личинкоїдових (Campephagidae). Мешкає в Австралазії.

## Підвиди
Виділяють тринадцять підвидів:

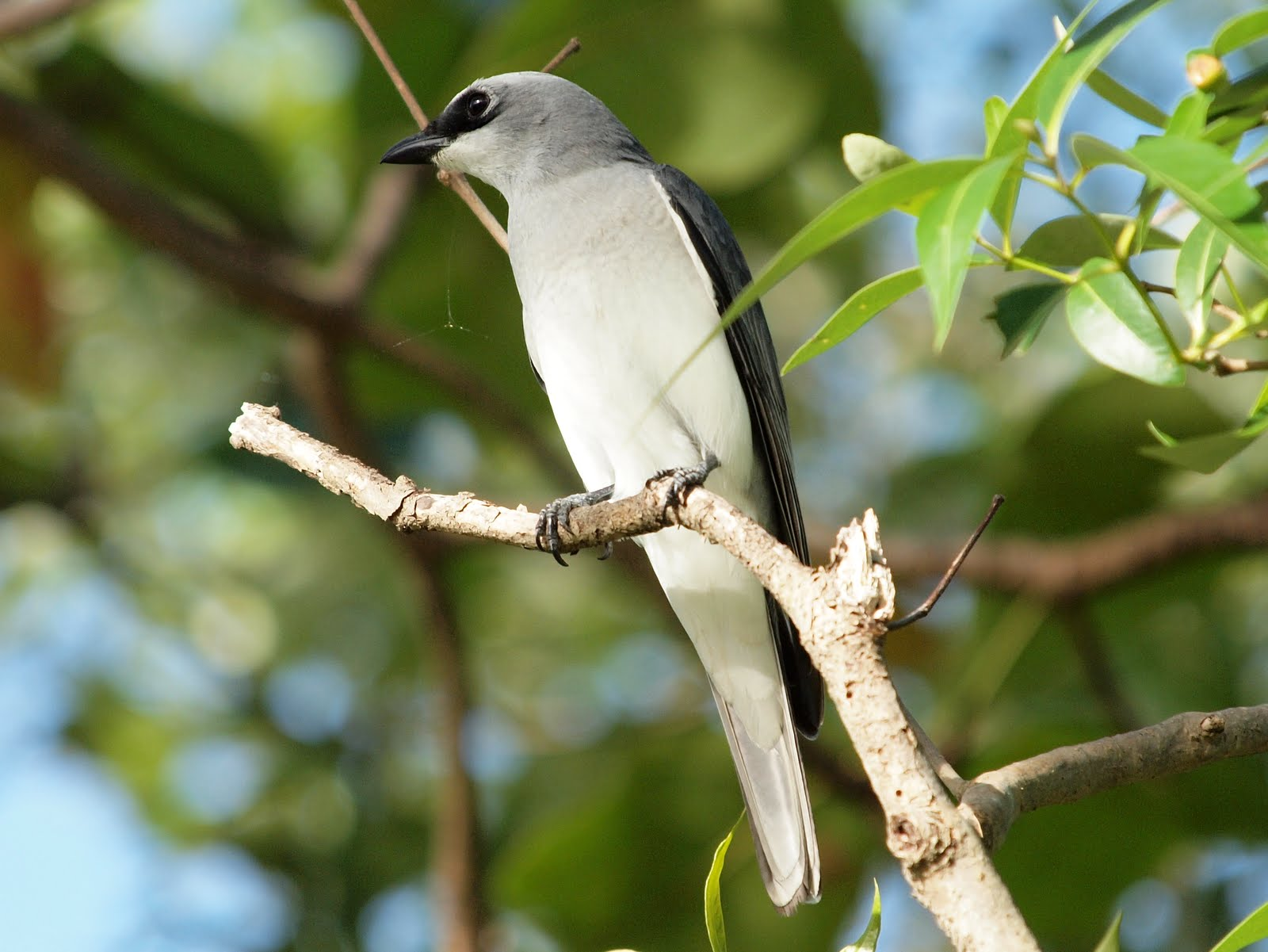
Чорнолобий шикачик

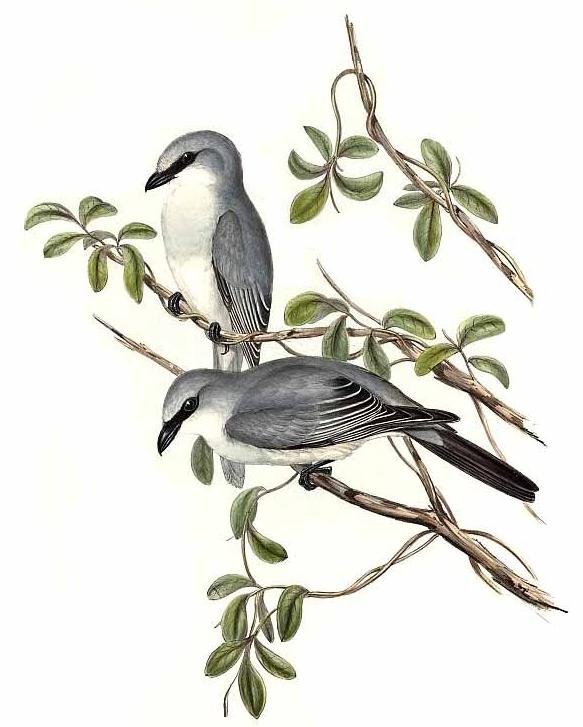
Чорнолобий шикачик

- C. p. papuensis (Gmelin, JF, 1788)	 — північні Молуккські острови (від Моротай[en] до Обі[en]), східні Малі Зондські острови, острови Кай[en], архіпелаг Раджа-Ампат, Нова Гвінея, Біак[en], Япен і сусідні острови;
- C. p. angustifrons (Salvadori, 1876) — південний схід Нової Гвінеї;
- C. p. louisiadensis (Hartert, E, 1898) — острів Тагула[en] (архіпелаг Луїзіада);
- C. p. oriomo Mayr & Rand, 1936 — південь Нової Гвінеї, острови Торресової протоки, півострів Кейп-Йорк і північно-східний Квінсленд;
- C. p. timorlaoensis (Meyer, AB, 1884) — острови Танімбар;
- C. p. hypoleuca (Gould, 1848) — острови Ару і північ Австралії (від північного сходу Західної Австралії до північно-західного Квінсленду);
- C. p. apsleyi Mathews, 1912 — острів Мелвілл і прилегле узбережжя Північної Території;
- C. p. artamoides Schodde & Mason, IJ, 1999 — від центрального і східного Квінсленду до півночі Нового Південного Уельсу;
- C. p. robusta (Latham, 1801) — від східного Нового Південного Уельсу до південного заходу Вікторії і південного сходу Південної Австралії;
- C. p. sclaterii (Salvadori, 1878) — Нова Британія, Нова Ірландія, Новий Гановер[en] і сусідні острови;
- C. p. perpallida Rothschild & Hartert, E, 1916 — острови Бука, Бугенвіль, Шуазель, Санта-Ісабель, Нггела, Шортлендські острови;
- C. p. elegans (Ramsay, EP, 1881) — острови Рассела, Нова Джорджія[en] і Гуадалканал;
- C. p. eyerdami Mayr, 1931 — острів Малаїта.

Мануський шикачик раніше вважався підвидом чорнолобого шикачика.

## Поширення і екологія
Чорнолобі шикачики мешкають в Австралії, Індонезії, Папуа Новій Гвінеї та на Соломонових Островах. Вони живуть у вологих і сухих, гірських і рівнинних тропічних лісах, в мангрових лісах, саванах, на плантаціях і в садах.